# 메이슨캐피탈
메이슨캐피탈(Mason Capital)은 채권 추심과 신용 조사, 대출 등을 주 사업으로 하는 금융회사이다. 여신을 전문으로 하는 제2금융권의 회사로 팩토링 업무 등 기업에 관련된 금융 업무를 주로 취급한다.

## 개요
영업 수익 구성은 채권추심 63%, 자금대출 7%, 신용조사 1.4%, 유가증권투자 0.6% 등으로 이루어진다.

## 연혁
- 1996.8 증권거래소 상장
- 2000.3 신보캐피탈로 사명 변경
- 2004.7 SLS캐피탈로 사명 변경
- 2007.10 한국종합캐피탈로 사명 변경
- 2013.6 CXC종합캐피탈로 사명 변경
- 2016.6 메이슨캐피탈로 사명 변경
- 2025 대부업체 리드코프가 지분 47%를 인수[1]

## 같이 보기
- 제2금융권
- 여신전문금융업

## 참고 문헌
- 전자공시시스템
- 와이즈에프엔